# Simona Cavallari
Simona Cavallari (Roma, 5 de abril de 1971) es una actriz italiana, más conocida por haber interpretado a Esther Rasi en La piovra y a Claudia Mares en la serie Squadra antimafia - Palermo oggi.

## Biografía
En 1989 comenzó a salir con el actor Kim Rossi Stuart, con quien se comprometió, pero la relación terminó en 1991. En 2000 comenzó a salir con el cantante italiano Daniele Silvestri, con quien tuvo dos hijos, Pablo Alberto Silvestri (2002) y Santiago Ramon Silvestri (2003); sin embargo, la relación terminó en 2009. Comenzó a salir con Roberto Libertini, con quien tuvo un hijo, Levon Axel Libertini (noviembre de 2011); la pareja se separó en 2013.

## Carrera
En 2009 se unió al elenco principal de la popular serie italiana Squadra antimafia - Palermo oggi, donde interpretó a Claudia Mares hasta 2012.
En 2014 se unió al elenco de la serie Le mani dentro la città, donde dio vida a la comisionada Viola Mantovani hasta el final de la serie ese mismo año.

## Filmografía

### Series de televisión
| Año         | Título                           | Personaje         | Notas                                     |
| ----------- | -------------------------------- | ----------------- | ----------------------------------------- |
| 2014        | Le mani dentro la città          | Viola Mantovani   | -                                         |
| 2009 - 2012 | Squadra antimafia - Palermo oggi | Claudia Mares     | 28 episodios                              |
| 2007        | Il capo dei capi                 | Teresa            | 6 episodios                               |
| 2006        | Il commissario Montalbano        | Renata Di Mora    | episodio "Il gioco delle tre carte"       |
| 2000        | Sospetti                         | Manuela Cosentino | -                                         |
| 2000        | Helicops                         | Angelina Marone   | episodio "Die Venusjagd"                  |
| 1998        | Una donna per amico              | Nadia             | episodio "Nel nome del padre" - miniserie |
| 1996        | Donna                            | Nina              | 6 episodios - miniserie                   |
| 1993        | Charlemagne, le prince à cheval  | Ermengard         | -                                         |
| 1991        | Die Kaltenbach-Papiere           | Sharon            | miniserie                                 |
| 1989        | Quattro piccole donne            | -                 | -                                         |
| 1989        | La piovra 4                      | Esther Rasi       | 6 episodios - miniserie                   |
| 1988        | Una vittoria                     | -                 | miniserie                                 |
| 1987        | Mino                             | Nena              | 2 episodios - miniserie                   |
| 1984        | La piovra                        | Ester Rasi        | 3 episodios - miniserie                   |

### Películas
| Año  | Título         | Personaje   | Notas                                                                                                  |
| ---- | -------------- | ----------- | --- |
| 2013 | Roma Criminale | -           | junto a Daniele Blando, Alessandro Borghi, Simone Corrente, Luca Lionello & Massimo Vanni              |
| 2001 | La piovra 10   | Esther Rasi | junto a Remo Girone, Patricia Millardet, Elena Arvigo, Rolf Hoppe, Arturo Paglia & Francesco Siciliano |

### Apariciones
| Año  | Artista           | Canción              | Notas                        |
| ---- | ----------------- | -------------------- | ---------------------------- |
| 2008 | Fiorella Mannoia  | "Io che amo solo te" | apareció en el video musical |
| 2007 | Daniele Silvestri | "Mi persi"           | apareció en el video musical |
| 2006 | Luciano Ligabue   | "Cosa vuoi che sia"  | apareció en el video musical |
| 2002 | Daniele Silvestri | "Sempre di domenica" | apareció en el video musical |
| 1999 | Daniele Silvestri | "Amore mio"          | apareció en el video musical |
| 1993 | Paola Turci       | "Io e Maria"         | apareció en el video musical |

### Teatro
| Año | Título                        |
| --- | ----------------------------- |
| -   | Domani notte a mezzanotte qui |
| -   | Perpetua Song                 |
| -   | Nella città l'inferno         |